# عبد الرحمن رفه
عبد الرحمن سليمان رفّه (1913- 2005)، شاعر سعودي، يُعد من رواد الشعر العربي في السعودية، لُقب بـ (شاعر طيبة) لأنه كان من أبرز شعرائها، وهو أول مدير لفرع وزارة الإعلام بالمدينة المنورة، ومن أوائل داعمي الحركة الرياضية الشبابية، كما أسس (أسرة الوادي المبارك) مع حسن مصطفى الصيرفي وعبد العزيز محمد الربيع، وساهم في نشأة نادي المدينة الأدبي، وتوفي في المدينة يوم 21 نوفمبر 2005.

## حياته
ولد في المدينة المنورة عام 1913، وتلقى تعليمه في المدرسة الأميرية وحلقات العلم بالمسجد النبوي، عمل لفترة في السلك الحكومي من عام 1957، إذ عُيّن مديرًا لفرع وزارة الإعلام بمنطقة المدينة المنورة، قبل أن يترك العمل الحكومي عام 1968، ويكرس وقته للتجارة والعقار.

## مؤلفاته
- ديوان جداول وينابيع.[1][2]